# Uwe H. Schneider
Uwe Helmut Schneider (* 29. Januar 1941 in Karlsruhe) ist ein deutscher Jurist und emeritierter Professor der TU Darmstadt.

## Werdegang
Der Sohn eines Rechtsanwaltes beim Bundesgerichtshof studierte nach dem Abitur im Jahr 1960 Rechtswissenschaft und Volkswirtschaftslehre an den Universitäten in Heidelberg, Kiel und Freiburg. 1960 wurde er Mitglied der Studentenverbindung Rupertia Heidelberg. Nach dem Abschluss des Jurastudiums 1964 folgte das  Rechtsreferendariat, welches er in Freiburg, Offenburg und Karlsruhe ableistete und 1967 mit der Zweiten Juristischen Staatsprüfung abschloss. 1968/1969 studierte Schneider an der École Nationale d’administration (ENA) in Paris-Amiens. 1969 wurde er an der Universität Freiburg bei Thomas Würtenberger mit einer strafrechtlichen Arbeit zur Pflicht der Behörden zur Aktenvorlage im Strafprozess zum Dr. iur. promoviert. 1970 war er Assistent an der Universität in Edinburgh (J. D. B. Mitchell). Nach seiner Rückkehr nach Deutschland wurde er 1970 wissenschaftlicher Assistent bei Marcus Lutter an der Ruhr-Universität Bochum. Dort habilitierte er sich 1974 und erhielt die venia legendi für die Fächer Bürgerliches Recht, Handels- und Wirtschaftsrecht, Arbeitsrecht und Rechtsvergleichung. 1975 wurde Schneider zum Abteilungsvorsteher und H3-Professor an der Johannes Gutenberg-Universität Mainz ernannt. Seit 1976 nahm er dort auch das Amt eines Direktors des Instituts für internationales Recht des Spar-, Giro- und Kreditwesens wahr. Im selben Jahr nahm Schneider einen Ruf an die Technische Hochschule Darmstadt an. Dort hatte er den Lehrstuhl für Zivilrecht, deutsches und internationales Wirtschaftsrecht und Arbeitsrecht inne. 1986 erhielt er einen Ruf an die Universität Trier, den er ablehnte.
Schneider war Gastprofessor an der Law School der University of California in Berkeley (1981), am College of Law der Georgia State University in Atlanta (1990), an der Chūō-Universität in Tokio (1992) sowie an der School of Law der Duke University in Durham (2001).
Seit 1986 war Schneider Vertreter der Bundesrepublik Deutschland in mehreren Arbeitsgruppen der EU-Kommission, außerdem seit 1987 Vertreter der Bundesrepublik Deutschland in verschiedenen Arbeitsgruppen von UNCITRAL. 2002 wurde er Mitglied des Deutschen Übernahmerats, 2003 Mitglied der Steering Group on Corporate Governance der OECD. Am 1. Oktober 2009 wurde er zum Beauftragten für Corporate Governance der Bundesbank ernannt; und am 1. Juli 2014 wurde er zum Beauftragten für Corporate Governance der Kreditanstalt für Wiederaufbau bestellt. Zum 1. Januar 2010 ist Schneider als Of Counsel in die Rechtsanwaltssozietät Schmitz & Partner (Frankfurt am Main) eingetreten. 2010 verlieh ihm die Staatliche Universität Sankt Petersburg (FINEC) die Ehrendoktorwürde.
Schneider ist verwitwet und hat zwei Kinder, Sven H. Schneider, Partner bei Hengeler Mueller Rechtsanwälte in Frankfurt und Susanne A. Schneider, Fachärztin für Neurologie und Professorin an der LMU München.

## Veröffentlichungen (Auswahl)
- Kommentar zum Wertpapierhandelsrecht (Hrsg. zusammen mit Heinz-Dieter Assmann und Peter O. Mülbert). 7. Aufl., Otto Schmidt, Köln 2019, ISBN 978-3-504-40089-7.
- Kommentar zum Wertpapiererwerbs- und Übernahmegesetz (Hrsg. zusammen mit Heinz-Dieter Assmann, Thorsten Pötzsch), 3. Aufl., Otto Schmidt, Köln 2020, ISBN 978-3-504-40081-1.
- Handbuch Managerhaftung (Hrsg. zusammen mit Gerd Krieger). 3. Aufl., Otto Schmidt, Köln 2017, ISBN 978-3-504-40078-1.
- Scholz, Kommentar zum GmbH-Gesetz (Mitarbeiter), 12. Auflage, Otto Schmidt, Köln, 2018, ISBN 978-3-504-32567-1.